# Muslimiyya
La muslimiyya és el nom general donat a les fonts musulmanes a les diverses sectes que tenen com a origen a Abu-Múslim, el daï abbàssida del Khurasan que va enderrocar els omeies i fou també governador abbàssida de Khurasan (+ 755).
Els partidaris d'Abu-Múslim consideraven a aquest com imam i foren identificats sovint com a khurramites a causa del fet que molts dels seus adeptes venien dels mazdaquisme i que a la mort d'Abu-Múslim (755) els khurramites es van revoltar en suport del daï. Una part va proclamar que l'imamat havia passat a la seva filla Fàtima i foren coneguts com a fatimiyya (sense relació amb els futurs fatimites que van governar a Ifríqiya i Egipte).
Vegeu també: Khurramites